# Municipio de Wayne (condado de Monroe, Ohio)
El municipio de Wayne (en inglés: Wayne Township) es un municipio ubicado en el condado de Monroe en el estado estadounidense de Ohio. En el año 2010 tenía una población de 362 habitantes y una densidad poblacional de 6,24 personas por km².

## Geografía
El municipio de Wayne se encuentra ubicado en las coordenadas 39°43′16″N 81°12′36″O / 39.72111, -81.21000. Según la Oficina del Censo de los Estados Unidos, el municipio tiene una superficie total de 58.01 km², de la cual 58,01 km² corresponden a tierra firme y (0 %) 0 km² es agua.

## Demografía
Según el censo de 2010, había 362 personas residiendo en el municipio de Wayne. La densidad de población era de 6,24 hab./km². De los 362 habitantes, el municipio de Wayne estaba compuesto por el 94,75 % blancos, el 1,38 % eran afroamericanos, el 0,28 % eran asiáticos y el 3,59 % eran de una mezcla de razas. Del total de la población el 0,28 % eran hispanos o latinos de cualquier raza.